# Erling Kongshaug
Erling Kongshaug, född 22 mars 1915 i Kristiania, död 14 september 1993 i Bærums, var en norsk sportskytt.
Kongshaug blev olympisk guldmedaljör i gevär vid sommarspelen 1952 i Helsingfors.